# Sonate K. 413
La sonate K. 413 (F.359/L.125) en sol majeur est une œuvre pour clavier du compositeur italien Domenico Scarlatti.

## Présentation
La sonate K. 413, en sol majeur, un Allegro à 
, est la seconde d'une paire avec la sonate précédente. Il s'agit d'une « tarentelle endiablée » qui « commence au rythme de la tarentelle et presque immédiatement, les appels de chasse, alors que les chevaux » semblent galoper (Sitwell). De grands écarts insistants à la main gauche rendent cette course particulièrement dangereuse.

## Manuscrits
Le manuscrit principal est le numéro 26 du volume IX (Ms. 9780) de Venise (1754), copié pour Maria Barbara ; les autres sont Parme XI 26 (Ms. A. G. 31416), Münster III 54 (Sant Hs 3966) et Vienne F 2 (VII 28011 F).

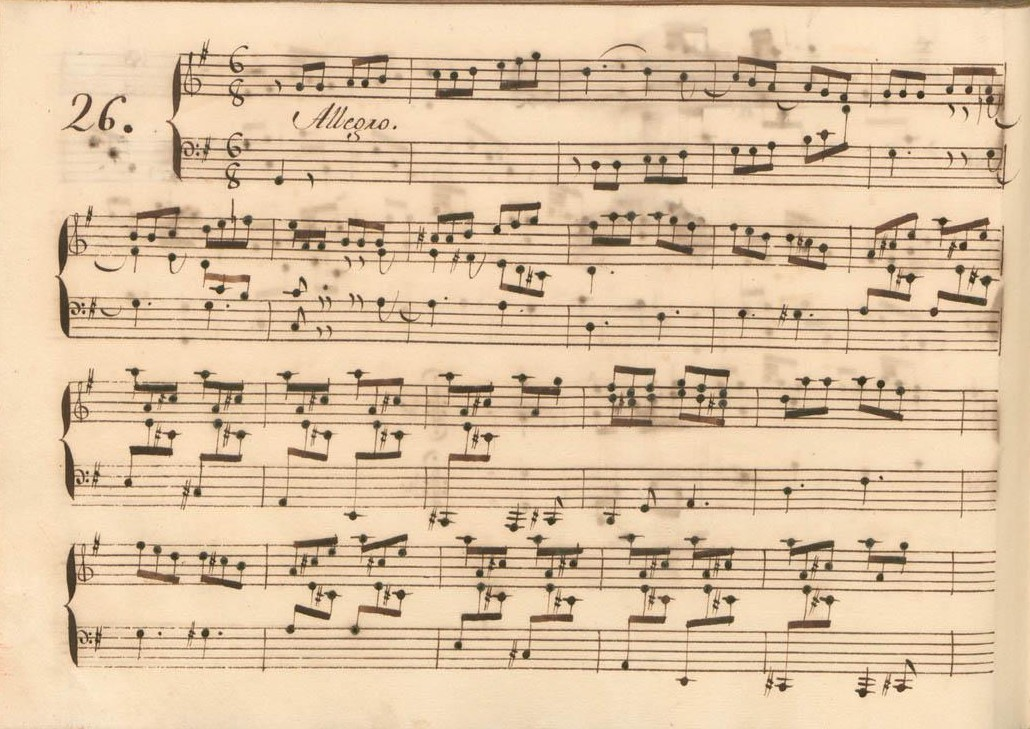
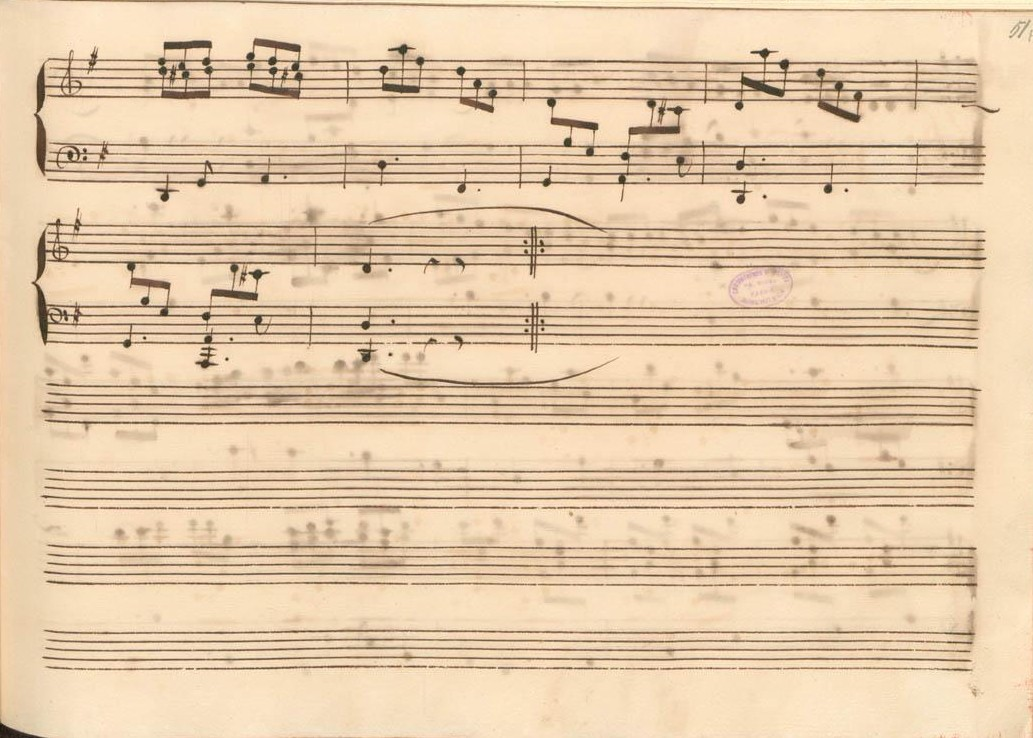
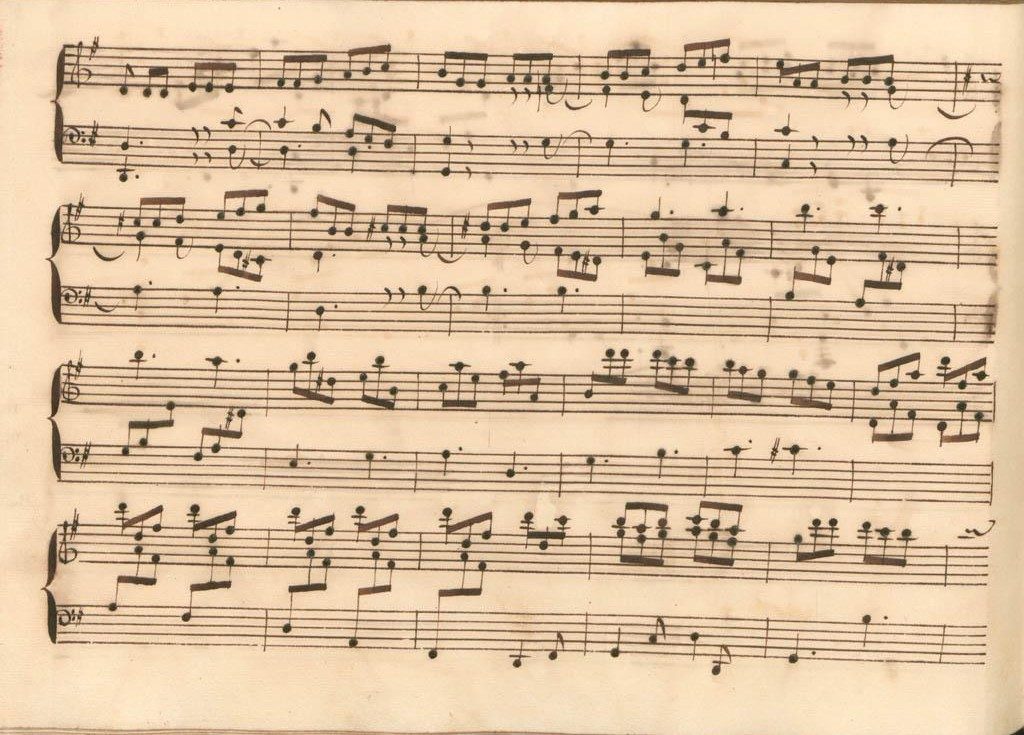
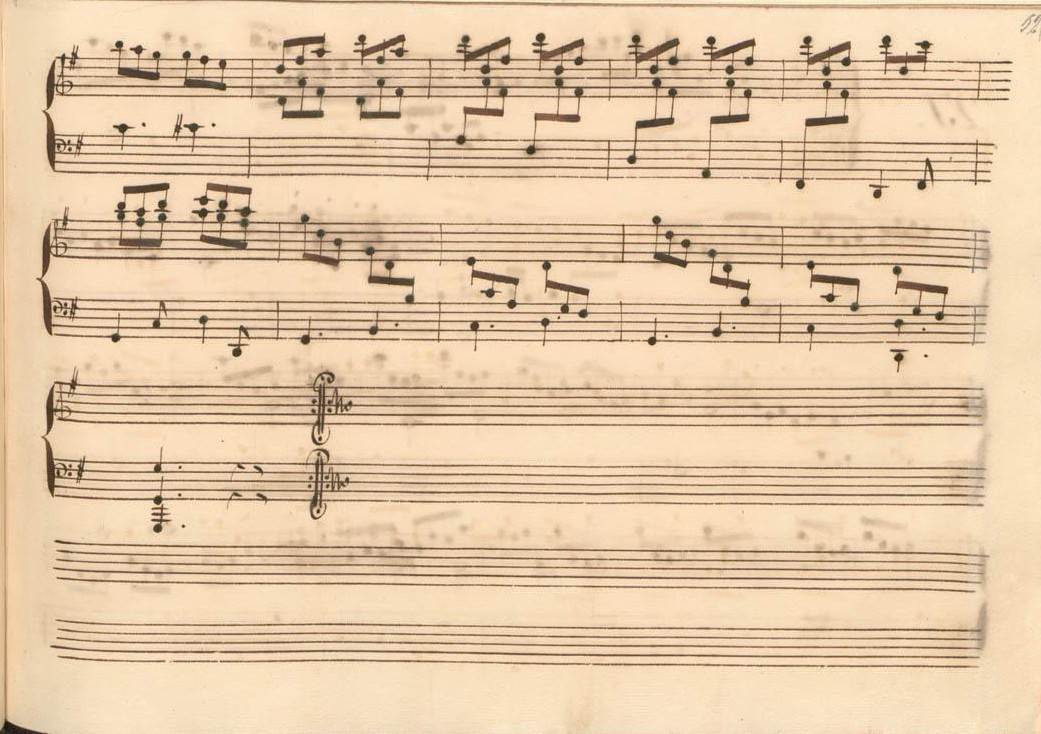

## Interprètes
La sonate K. 413 est défendue au piano, notamment par Carlo Grante (2013, Music & Arts, vol. 4) et Artem Yasynskyy (2016, Naxos vol. 20) ; au clavecin par Scott Ross (1985, Erato), Richard Lester (2003, Nimbus, vol. 4) et Pieter-Jan Belder (Brilliant Classics, vol. 9).

## Sources
: document utilisé comme source pour la rédaction de cet article.
- (en) Sacheverell Sitwell, A Background for Domenico Scarlatti 1685-1757 : Written for his 250th anniversary, Londres, Faber, 1935, 168 p. (ISBN 0-8371-4335-7, OCLC 655824195, lire en ligne)
- Ralph Kirkpatrick (trad. de l'anglais par Dennis Collins), Domenico Scarlatti, Paris, Lattès, coll. « Musique et Musiciens », 1982 (1re éd. 1953 (en)), 493 p. (ISBN 978-2-7096-0118-4, OCLC 954954205, BNF 34689181).
- Alain de Chambure, « Domenico Scarlatti, Intégrale des sonates — Scott Ross », Erato/Éditions Costallat (2564-62092-2 (livret : 2292-45309-2)), 1985 (OCLC 891183737) .
- (en) Carlo Grante, « Domenico Scarlatti, intégrale des sonates pour clavier (vol. 4) », Music & Arts (CD-1293), 2016 (OCLC 1020680576) .